# Grand Prix de Picardie

Start zum Grand Prix de Picardie 1936

Der Grand Prix de Picardie (auch Grand Prix automobile de Picardie; deutsch: Großer Preis der Picardie) war eine Automobilrennsportveranstaltung, die vom Automobile Club de Picardie zwischen 1925 und 1954 insgesamt 16-mal bei Péronne im Département Somme in Frankreich ausgetragen wurde.

## Strecke
Die genutzte Strecke lag sechs Kilometer südlich von Péronne und hatte eine dreieckige Form. Sie wurde im Uhrzeigersinn befahren und bestand aus öffentlichen Straßen, die für die Rennveranstaltungen gesperrt wurden. Der Kurs führte durch die Gemeinden Mesnil-Bruntel, Mons-en-Chaussée und Brie, die jeweils die Eckpunkte bildeten. Start und Ziel sowie die Boxen befanden sich in Mons-en-Chaussée. Die Strecke hatte anfangs eine Länge von 9,62 km. Nach schweren Unfällen im Jahr 1933 wurde sie durch den Einbau von Schikanen ab 1934 auf 9,765 km verlängert.

## Geschichte
Der Grand Prix de Picardie war nach dem Grand Prix de l’A.C.F. der zwischen den Weltkriegen am häufigsten abgehaltene Grand Prix Frankreichs.
In den Jahren 1925 und 1926 war das Rennen für Cyclecars ausgeschrieben. Von 1927 bis 1935 fanden Läufe für die Grand-Prix-Klasse statt. Von 1936 bis 1939 wurden beim Grand Prix de Picardie reine Voiturette-Rennen veranstaltet und bei der einzigen Auflage nach dem Zweiten Weltkrieg, die in Amiens stattfand, wurde ein Sportwagenrennen veranstaltet.
Im Jahr 1933 kamen bei zwei Unfällen, die sich unabhängig voneinander ereigneten, die beiden französischen Spitzenpiloten Louis Trintignant und Guy Bouriat ums Leben. Trintignant verunglückte während des Morgentrainings am Samstag, 20. Mai 1933. Er befuhr den Streckenabschnitt bei Mesnil-Bruntel mit Höchstgeschwindigkeit, als unvermittelt ein Gendarme die Strecke betrat. Bein Versuch auszuweichen, verlor er die Kontrolle über seinen Bugatti T35C. Der Wagen überschlug sich mehrmals, Trintignant wurde herausgeschleudert und war auf der Stelle tot. Bouriat verunglückte in der 16. Runde des am folgenden Sonntag, 21. Mai 1933 ausgetragenen Rennens. Er lag in seinem Bugatti T51 an zweiter Stelle dicht hinter seinem Landsmann Philippe Étancelin (Alfa-Romeo 8C 2300), der ihn kurz zuvor nach hartem Kampf überholt hatte. Bei der Überrundung des Schweizers Julio Villars stieß er mit dessen Wagen zusammen und verlor dabei die Kontrolle. Bouriats Bugatti kam von der Strecke ab, prallte mit etwa 150 km/h gegen einen Baum und fing sofort Feuer. Der Fahrer erlitt bereits durch den Aufprall tödliche Verletzungen. In der Kurve von Mons-en-Chaussée wurde ein Denkmal für die beiden verunglückten Piloten errichtet. 1934 wurden die langen Geraden der Strecke durch Schikanen entschärft.
Rekordsieger ist mit drei Siegen der Franzose Philippe Auber. Der erfolgreichste Hersteller Bugatti feierte insgesamt sechs Siege beim Grand Prix de Picardie.

## Statistik

### Ergebnisse
| Auflage | Datum           | Klasse                       | Sieger                            | Zweiter                             | Dritter                         | Pole-Position                   | Schnellste Rennrunde            |
| ------- | --------------- | ---------------------------- | --------------------------------- | ----------------------------------- | ------------------------------- | ------------------------------- | ------------------------------- |
| I       | 28. Juni 1925   | CC                           | Boris Iwanowski (B.N.C.-S.C.A.P.) | Lemaitre (E.H.P.)                   | –                               | unbekannt                       | Michel Doré (Sénéchal)          |
| II      | 14. Juli 1926   | CC                           | Albert Perrot (Salmson)           | Lottin (Sénéchal)                   | Lemaitre (E.H.P.)               | unbekannt                       | unbekannt                       |
| III     | 12. Juni 1927 1 | GP                           | Philippe Auber (Bugatti)          | Henri Tourbier (Panhard & Levassor) | Lemaitre (E.H.P.)               | unbekannt                       | Philippe Auber (Bugatti)        |
| IV      | 10. Juni 1928   | GP                           | Philippe Auber (Bugatti)          | Robert Gauthier (Bugatti)           | Lienart (Bugatti)               | unbekannt                       | Philippe Auber (Bugatti)        |
| V       | 9. Juni 1929    | GP                           | Philippe Auber (Bugatti)          | Bayssières (Oméga)                  | Fort                            | unbekannt                       | Philippe Auber (Bugatti)        |
| VI      | 18. Mai 1930    | GP                           | Max Fourny (Bugatti) 2            | Namont (Rally-S.C.A.P.)             | Armand Girod (Donnet)           | unbekannt                       | Max Fourny (Bugatti)            |
| VII     | 10. Mai 1931    | GP                           | Ivernel (Bugatti)                 | André Vagniez (Bugatti)             | Tetaldi (Bugatti)               | unbekannt                       | unbekannt                       |
| VIII    | 5. Juni 1932    | GP                           | Philippe Étancelin 3 (Alfa Romeo) | Pierre Bussienne (Bugatti)          | Jean Cattaneo (Bugatti)         | Philippe Étancelin (Alfa Romeo) | Philippe Étancelin (Alfa Romeo) |
| VIII    | 21. Mai 1933    | GP                           | Philippe Étancelin 4 (Alfa Romeo) | Raymond Sommer (Alfa Romeo)         | Marcel Lehoux (Bugatti)         | Philippe Étancelin (Alfa Romeo) | Philippe Étancelin (Alfa Romeo) |
| IX      | 27. Mai 1934    | GP                           | Benoît Falchetto 5 (Maserati)     | Raymond Sommer (Alfa Romeo)         | Robert Brunet (Bugatti)         | Raymond Sommer (Alfa Romeo)     | Benoît Falchetto (Maserati)     |
| X       | 26. Mai 1935    | GP                           | Robert Benoist (Bugatti)          | Earl Howe (Bugatti)                 | Raymond Sommer (Alfa Romeo)     | Robert Benoist (Bugatti)        | Robert Benoist (Bugatti)        |
| XI      | 21. Juni 1936   | VO                           | Prinz Bira (ERA)                  | Pat Fairfield (ERA)                 | Earl Howe (ERA)                 | Prinz Bira (ERA)                | Prinz Bira (ERA)                |
| XII     | 27. Juni 1937   | VO                           | Raymond Mays (ERA)                | René Dreyfus (Maserati)             | John Peter Wakefield (Maserati) | Raymond Mays (ERA)              | Raymond Mays (ERA)              |
| XIII    | 12. Juni 1938   | VO                           | Raymond Mays (ERA)                | Ettore Bianco (Maserati)            | Luigi Soffietti (Maserati)      | Prinz Bira (ERA)                | Prinz Bira (ERA)                |
| XIV     | 11. Juni 1939   | VO                           | John Peter Wakefield (Maserati)   | Raymond Sommer (Maserati)           | Marc Horvilleur (Maserati)      | John Peter Wakefield (Maserati) | John Peter Wakefield (Maserati) |
|         | 1940 bis 1953   | Kein Grand Prix de Picardie. | Kein Grand Prix de Picardie.      | Kein Grand Prix de Picardie.        | Kein Grand Prix de Picardie.    | Kein Grand Prix de Picardie.    | Kein Grand Prix de Picardie.    |
| XV      | 20. Juni 1954   | SW                           | Jacques Pollet (Gordini)          | Hans Davids (Jaguar)                | Jean Estager (Maserati)         | unbekannt                       | unbekannt                       |

| Legende   | Legende                                                                                              | Legende                                                     |
| Abkürzung | Klasse                                                                                               | Kommentar                                                   |
| --------- | --- | ----------------------------------------------------------- |
| F1        | Formel 1                                                                                             | Formel-1-Weltmeisterschaft ab 1950                          |
| F2        | Formel 2                                                                                             |                                                             |
| FL        | Formula libre                                                                                        | Fahrzeugklasse in der Regel vom Veranstalter ausgeschrieben |
| SW        | Sportwagen                                                                                           |                                                             |
| TW        | Tourenwagen                                                                                          |                                                             |
| GP        | Grand-Prix-Fahrzeuge                                                                                 |                                                             |
|           | ↓ Durchgehende graue Linien zeigen an, wann in der Geschichte auf einem neuen Kurs gefahren wurde. ↓ |                                                             |
|           | |                                                             |
|           | Einträge mit hellrotem Hintergrund waren keine Läufe zur Automobil- bzw. Formel-1-Weltmeisterschaft. |                                                             |
|           | Einträge mit gelbem Hintergrund waren Läufe zur Europameisterschaft.                                 |                                                             |

### Renndaten
| Auflage | Datum         | Sieger                            | Distanz    | Runden | Siegerzeit  | Durchschnitts- geschwindigkeit |
| ------- | ------------- | --------------------------------- | ---------- | ------ | ----------- | ------------------------------ |
| I       | 28. Juni 1925 | Boris Iwanowski (B.N.C.-S.C.A.P.) | 215,32 km  | 21     | 2:11.17,6 h | 86,48 km/h                     |
| II      | 14. Juli 1926 | Albert Perrot (Salmson)           | 153,8 km   | 15     | 1:38.18 h   | 93,88 km/h                     |
| III     | 12. Juni 1927 | Philippe Auber (Bugatti)          | 193,1 km   | 20     | 2:02.00,0 h | 94,97 km/h                     |
| IV      | 10. Juni 1928 | Philippe Auber (Bugatti)          | 193,1 km   | 20     | 1:58.44,6 h | 97,57 km/h                     |
| V       | 9. Juni 1929  | Philippe Auber (Bugatti)          | 193,1 km   | 20     | 1:47.24,8 h | 107,86 km/h                    |
| VI      | 18. Mai 1930  | Max Fourny (Bugatti)              | 213,463 km | 22     | 2:00.00,0 h | 98,68 km/h                     |
| VII     | 10. Mai 1931  | Ivernel (Bugatti)                 | 215,233 km | 22     | 2:00.00,0 h | 107,61 km/h                    |
| VIII    | 5. Juni 1932  | Philippe Étancelin (Alfa Romeo)   | 241,32 km  | 25     | 1:55.43,6 h | 125,12 km/h                    |
| VIII    | 21. Mai 1933  | Philippe Étancelin (Alfa Romeo)   | 195,3 km   | 20     | 1:20.36,2 h | 136,89 km/h                    |
| IX      | 27. Mai 1934  | Benoît Falchetto (Maserati)       | 192,4 km   | 20     | 1:31.53,6 h | 125,6 km/h                     |
| X       | 26. Mai 1935  | Robert Benoist (Bugatti)          | 390,6 km   | 40     | 2:59.48,2 h | 130,3 km/h                     |
| XI      | 21. Juni 1936 | Prinz Bira (ERA)                  | 146,48 km  | 15     | 1:03.43 h   | 137,9 km/h                     |
| XII     | 27. Juni 1937 | Raymond Mays (ERA)                | 146,475 km | 15     | 59.47,6 min | 147 km/h                       |
| XIII    | 12. Juni 1938 | Raymond Mays (ERA)                | 146,5 km   | 15     | 1:00.03,6 h | 146,3 km/h                     |
| XIV     | 11. Juni 1939 | John Peter Wakefield (Maserati)   | 146,5 km   | 15     | 1:06.33 h   | 132,1 km/h                     |
| XV      | 20. Juni 1954 | Jacques Pollet (Gordini)          | 177,813 km | 60     | 1:34.3,2 h  | 113,41 km/h                    |